# Antonín Voneš
Antonín Voneš (24. června 1856 Drahotěšice – 14. ledna 1925), někdy uváděný i jako Augustin Voneš, byl vojenský duchovní, od listopadu 1918 první přednosta duchovní správy vznikající československé armády.

## Život
Byl nejmladším synem selské rodiny z jihočeských Drahotěšic (dvojče Matěj zemřel jako jednoroční). Jeho vzorem byl pravděpodobně starší bratr Václav (1844–1925), který se stal knězem (působil jako kaplan v Rudolfově, později byl ceremoniářem biskupa Jana Jirsíka a ředitelem chlapeckého semináře v Českých Budějovicích, od roku 1884 byl farářem v Roseči a v letech 1893–1922 v Kardašově Řečici). Antonín absolvoval Biskupské gymnázium v Českých Budějovicích a poté teologii na Karlo-Ferdinandově univerzitě v Praze. V roce 1880 byl vysvěcen na kněze a působil nejprve jako kaplan v českobudějovické diecézi.
V roce 1884 vstoupil do rakousko-uherské armády a stal se vojenským kaplanem. Během následujících 34 let, tedy do roku 1918, vystřídal několik působišť: sloužil jako duchovní správce vojenské posádky v Bratislavě, pak v Hradci Králové, v roce 1891 byl převelen do polského Krakova a v roce 1896 do Liberce. V roce 1904 byl povýšen nejprve na vojenského faráře a po půl roce na polního superiora. V roce 1905 byl poslán už jako přednosta duchovní správy velitelství X. armádního sboru do polského Přemyšlu, v roce 1911 se stal přednostou duchovní správy velitelství I. sboru v Krakově a v roce 1912 byl převelen do Prahy jako přednosta duchovní správy velitelství VIII. sboru. Ve válečných letech 1914–1918 byl přednostou duchovní správy velitelství VIII. sborové oblasti.
V listopadu 1918 polní superior Antonín Voneš vstoupil do řad československé branné moci a stal se prvním přednostou nejvyššího řídícího orgánu její duchovní správy, tedy XII. odboru Ministerstva národní obrany (později 36. oddělení). Voneš byl v prosinci roku 1919 povýšen do generálské hodnosti a prezident Masaryk ho jmenoval do funkce generálního superiora. V  lednu 1921 byl jmenován přednostou oddělení 4a (duchovního a válečných hrobů) Ministerstva národní obrany. Již v únoru 1922 ale byl jako nejstarší sloužící duchovní v rámci reorganizace branné moci a v souvislosti se snižováním stavů vojenských duchovních generál Voneš odeslán do výslužby.
Antonín Voneš zemřel v lednu 1925, pochován je na Vinohradském hřbitově. Během své vojenské kariéry obdržel řadu rakousko-uherských vyznamenání: Jubilejní pamětní medaile 1898, Jubilejní kříž 1908, Řád Františka Josefa (stupeň rytíř, 1911), Čestné vyznamenání za zásluhy o červený kříž (2. třída s válečnou dekorací), Záslužný kříž pro duchovní (2. třída). Po vzniku Československa zůstala v jeho ozbrojených silách i Vonešovou osobní zásluhou zachována stálá duchovní péče; zastával myšlenku, že vojenský duchovní nepůsobí jen v náboženské oblasti, ale ovlivňuje a vychovává vojáky i z hlediska mravního, kulturního, osvětového a humánního.